# Émile Larre
Pour les articles homonymes, voir Larré.
Émile Larre Otxobi (ou Sokorri comme surnom) né le 3 janvier 1926 à Saint-Étienne-de-Baïgorry et mort le 30 mai 2015 à Cambo-les-Bains, est un prêtre, chroniqueur, bertsolari, écrivain et académicien basque français de langue basque. C'est un promoteur actif des traditions basques, et particulièrement attaché aux modes d'expression basque tel que le bertsolarisme et la pelote basque.

## Biographie
Fils de Manex Larre et Mari Otxobi, Émile Larre est le plus âgé de trois frères. Il entre à l'âge de 11 ans au séminaire d'Ustaritz et a comme enseignant l'abbé Pierre Lafitte dont l'influence sur de nombreux disciples est significative, d'ailleurs on les appelle "les enfants de Lafitte". En 1944, Émile Larre passe une année à Mauléon comme enseignant-assistant, puis ira jusqu'en 1952 au grand séminaire de Bayonne.
Il est ordonné prêtre en 1951 et célèbre sa première messe à Bayonne et la suivante dans son village natal, à Saint-Étienne-de-Baïgorry. Vicaire à Hasparren en 1953, il devient enseignant de 1954 à 1956 au collège Mayorga à Saint-Jean-Pied-de-Port, puis vicaire à Urrugne de 1956 à 1962, membre des missionnaires d'Hasparren de 1962 à 1969, curé d'Ayherre de 1969 à 1980 puis d'Irissarry à partir de 1980.
Émile Larre dirige le journal Herria dès 1969 tout en étant éditorialiste, et collabore à des revues telles que Gazte et à Radio Adour. En 1975, il est nommé membre titulaire d'Euskaltzaindia ou Académie de la langue basque. Il est juge aux championnats généraux de bertsolaris de 1962, 1965 et 1982.

## Œuvre

### Collection
- Aiherra: Nafarroaren leihoa, 1980, Itxaropena.

### Autobiographie
- Ene artzain-etxolak, 2001, Auspoa.

### Bertsos écrits
- Aiherrako herria (le village d'Ayherre) ;
- Euskal eliza gure herrietan (l'église basque dans nos villages) ;
- Baigorriko herriak hegalak urrun tu (les ailes du village de Baigorry sont loin) ;
- Krixto apeza (curé du christ) ;
- Azken gau orroitgarria (la mémorable dernière nuit) ;
- Fededunek biltzarre (rassemblement des fidèles).

### Ouvrages publiés
- Jauna dut argi : mundu berri, Eliza berri, Jean Hiriart-Urruty, 1977;
- Fedea gidari : mundu berri, Eliza berri, Jean Hiriart-Urruty, 1981;
- Ipar Euskadiko bertsolariak, Jakin, 1980;
- Pierre Lafitte-ren omenaldia, Euskera, 1978;
- Artzain solas : mundu berri, Eliza berri, Jean Hiriart-Urruty, 1984;
- Izar alde, Jean Hiriart-Urruty, 1989;
- Aitaren etxerat mundu berri, Eliza berri, Jean Hiriart-Urruty, 1992;
- Eta beste biga, J. Hiriart-Urruty;
- Xanpun bertsularia, Auspoa, 2006;
- Ene bertsuen feiria : (bertsu bilduma), Jean Pierre Mendiburu, Auspoa, 2007;
- Ene ezkilaren dangak : (bertsu bilduma), Ernest Alkat 2007;
- Biotz barneko solasak / Joanes Arrosagaray, Auspoa, 2007;

### Chants
Une quarantaine de chants d'église.